# ناحیه سوق الخمیس
ناحیه سوق الخمیس (به عربی: دائرة سوق الخمیس) یک ناحیه در الجزایر است که در استان بویره واقع شده‌است.